# Phùng Đạo Căn
Phùng Đạo Căn (chữ Hán: 冯道根, 463 - 520), tự Cự Cơ, người huyện Toản, quận Quảng Bình (nay là huyện cấp thị Lão Hà Khẩu, địa cấp thị Tương Dương, Hồ Bắc) là tướng lãnh nhà Lương.

## Sự nghiệp quân sự

### Làm tướng nhà Nam Tề
Ông mất cha từ sớm, nhà nghèo, làm mướn nuôi mẹ; có món gì ngon, không dám ăn trước, ắt đem về dâng lên mẹ. Lên 13, nổi tiếng hiếu thảo ở quê nhà, được quận triệu làm Chủ bộ, từ chối không nhận. Lên 16, người cùng quê là Thái Đạo Ban làm Hồ Dương thú chủ, Đạo Ban đánh Tích Thành của người Man, ngược lại còn bị người Man vây khốn. Đạo Căn đến, một ngựa chiến đấu, giết địch rất nhiều, Đạo Ban thoát nạn, nhờ vậy mà nổi danh.
Cuối những năm Kiến Vũ (494 – 498) nhà Nam Tề, Bắc Ngụy chiếm mất 5 quận Nam Dương, Minh đế sai Thái úy Trần Hiển Đạt soái quân giành lại. Quân Tề vào Thược Quân Khẩu, Đạo Căn cùng nhân sĩ trong làng đem bò, rượu đãi đằng, nhân đó nói với Hiển Đạt rằng: "Sông Thược Quân chảy xiết, khó tiến dễ lui. Ngụy nếu giữ ải, thì đầu đuôi (của ta) đều nguy. Không bằng bỏ thuyền hạm ở Toản Thành, theo đường bộ mà tiến, đặt doanh trại đối địch, nổi trống rồi xông lên. Như thế, thì lập tức phá được vậy!" Hiển Đạt không nghe, ông vẫn đưa tư thuộc theo quân. Khi Hiển Đạt bại, quân Tề chạy trốn trong đêm, phần nhiều là đường núi; Đạo Căn thấy chỗ nào hiểm yếu, dừng ngựa để chỉ dẫn, quân đội mới trở về được. Sau đó được dùng làm Thược Quân Khẩu thú phó.

### Làm tướng nhà Lương

#### Tham gia khởi binh
Trong những năm Vĩnh Nguyên (499 – 501) thời Đông Hôn hầu, Đạo Căn lấy cớ có tang mẹ để về nhà. Nghe tin Tiêu Diễn khởi binh, ông cho rằng phò nghĩa lập công, dương danh hậu thế cũng là hiếu, soái con em trong làng tòng quân. Tiêu Diễn lấy Đạo Căn làm phó cho Thái Đạo Phúc, đều ở dưới trướng Vương Mậu. Mậu đánh lưu vực sông Miện, chiếm Dĩnh Thành, hạ Gia Hồ, ông thường làm tiên phong phá trận. Gặp lúc Đạo Phúc mất trong quân, Tiêu Diễn lệnh Đạo Căn lĩnh quân đội của ông ta. Đại quân đến Tân Lâm, ông theo Vương Mậu đại chiến ở cầu Chu Tước, chém giết rất nhiều. Tiêu Diễn lên ngôi, là Lương Vũ đế, lấy Đạo Căn làm Kiêu kỵ tướng quân, phong tước Tăng Thành huyện nam, thực ấp 200 hộ. Ông lĩnh chức Văn Đức soái, thăng làm Du kích tướng quân. Năm ấy, Giang Châu thứ sử Trần Bá Chi phản, Đạo Căn theo Vương Mậu đánh dẹp.

#### Giữ thành Phụ Lăng
Năm Thiên Giám thứ 2 (503), Đạo Căn làm Ninh sóc tướng quân, Nam Lương thái thú, lĩnh chức ở Phụ Lăng Thành thú . Lúc mới đến Phụ Lăng, ông tu sửa tường, hào, dò xét địch tình, cứ như quân Ngụy sắp đến, mọi người chế giễu. Đạo Căn nói: "Phòng bị thì nhút nhát, chiến đấu thì dũng cảm, là thế này đấy!" Sửa thành chưa xong, tướng Ngụy là Đảng Pháp Tông, Phó Thụ Nhãn soái 2 vạn quân, bất ngờ đến dưới thành. Hào lũy vẫn chưa vững chắc, trong thành lại ít người, ai cũng sợ hãi. Ông mệnh cho mở rộng cửa, mặc thường phục lên thành, tuyển 200 quân tinh nhuệ ra đánh bại quân Ngụy. Người Ngụy thấy Đạo Căn bình thản, vả giao chiến gặp bất lợi, nên lui chạy. Khi ấy quân Ngụy giằng co với quân Lương ở một loạt các nơi Đại – Tiểu Hiện, Đông Tang. Tướng Ngụy là Cao Tổ Trân nắm ở 3000 kỵ binh đi lại trong khoảng ấy, ông soái trăm kỵ bính đón đánh phá được, bắt được cờ, trống, tù và… của địch. Vì thế đường vận lương của Ngụy bị cắt đứt, buộc phải rút lui. Triều đình thăng Đạo Căn làm Phụ quốc tướng quân.

#### Hiến kế Chung Li
Dự Châu thứ sử Vi Duệ vây Hợp Phì, hạ được. Đạo Căn tham gia trận ấy, cũng có công. Năm thứ 6 (507), Ngụy đánh Chung Li, Lương Vũ đế ban chiếu cho Duệ đi cứu, ông soái 3000 quân làm tiền khu cho ông ta. Đến Từ Châu, Đạo Căn bày kế tranh giành Thiệu Dương Châu, dựng lũy đào hào, áp sát trại Ngụy. Ông có thể cưỡi ngựa đo đất, đếm bước chân ngựa tính ra khối lượng công việc, phụ trách lo liệu việc thiết lập hào lũy. Khi sông Hoài dâng cao, Đạo Căn cưỡi chiến hạm, chặt đứt mấy nhịp cầu dài đến hàng trăm trượng của Ngụy, quân Ngụy thua chạy. Ông được tăng phong 300 hộ, tiến tước làm bá. Trở về, được thăng làm Vân kỵ tướng quân, lĩnh chức Trực các tướng quân, đổi phong ở Dự Ninh huyện, thực ấp như trước. Lại thăng làm Trung quyền trung tư mã, Hữu du kích tướng quân, Vũ lữ tương quân, Lịch Dương thái thú.

## Sự nghiệp chính trị
Năm thứ 8 (509), được thăng làm Trinh nghị tướng quân, Giả tiết, Đốc Dự Châu chư quân sự, Dự Châu thứ sử, lĩnh chức Nhữ Âm thái thú. Đạo Căn trị chính đơn giản, thanh liêm, nhân dân được an định.
Năm thứ 11 (512), được triệu về làm Thái tử hữu vệ soái.
Năm thứ 13 (514), được ra làm Tín Vũ tướng quân, Tuyên Huệ tư mã, Tân Hưng, Vĩnh Ninh 2 quận thái thú.
Năm thứ 14 (515), được triệu về làm Viên ngoại Tán kỵ thường thị, Hữu du kích tướng quân, lĩnh chức Chu y trực các.
Năm thứ 15 (516), làm Hữu vệ tướng quân.
Năm thứ 16 (517), được phục chức Giả tiết, Đô đốc Dự Châu chư quân sự, Tín vũ tướng quân, Dự Châu thứ sử.
Ông ở châu một thời gian ngắn, phát bệnh, tự làm biểu xin về triều, được triệu làm Tán kỵ thường thị, Tả quân tướng quân. Đến khi bệnh nặng, có trung sứ đến nhà thăm hỏi. Tháng giêng năm Phổ Thông đầu tiên (520), mất. Vũ đế đến khóc viếng, tặng Tín uy tướng quân, Tả vệ tướng quân, cấp một bộ Cổ xuy; giúp 1 vạn tiền, trăm xúc vải. Thụy là Uy.
Con là Hoài được kế tự.

## Tính cách
Đạo Căn tính cẩn thận trung hậu, chất phác chậm rãi lại kiệm lời; làm tướng giỏi ước thúc bộ hạ, đi qua nơi thôn xóm, tướng sĩ không dám cướp bóc. Mỗi lần chinh phạt, đều không kể công; chư tướng tranh giành huyên náo, ông cứ lặng lẽ mà thôi. Bộ hạ của Đạo Căn ngờ vực oán trách, ông khuyên rằng: "Minh chủ tự xét công lao ít nhiều, ta lo gì chứ!?" Lương Vũ đế thường trỏ Đạo Căn nói với Thượng thư lệnh Thẩm Ước rằng: "Miệng của người này không kể công." Ước nói: "Đây là Đại thụ tướng quân  của bệ hạ." Ông ở châu quận, trị lý ôn hòa, được kẻ dưới yêu mến; ở triều đình, tuy hiển quý mà sanh hoạt kiệm ước, nhà cửa không xây tường rào, không dùng thị vệ, nội thất ít ỏi vật dụng như những kẻ sĩ nghèo hèn. Người đương thời khâm phục sự trong sạch của Đạo Căn, Vũ đế cũng rất kính trọng ông. Thuở thiếu thời Đạo Căn không học hành; sau khi hiển quý, bắt đầu đọc sách, tự nhận mình hiểu biết kém cỏi, thường hâm mộ tài năng của Chu Bột.
Trước khi lên đường nhiệm chức ở Dự Châu lần thứ 2, Vũ đế cùng triều thần bày tiệc ở điện Vũ Đức đưa tiễn Đạo Căn, triệu họa sĩ đến nhìn ông, sai vẽ hình. Đạo Căn tạ ơn rằng: "Thứ mà thần có thể dùng để báo đáp nước nhà, chỉ có một cái chết mà thôi; nhưng thiên hạ thái bình, thần hận không có chỗ để chết." Quan dân Dự Châu nghe tin ông trở lại, ai cũng vui mừng. Vũ đế mỗi lần nhắc đến Đạo Căn đều nói rằng: "Phùng Đạo Căn ở đâu, có thể khiến cho triều đình không nhớ còn có châu đó nữa!"